# Yalkaparidon
Lo yalkaparidonte (gen. Yalkaparidon) è un misterioso marsupiale estinto, dalla classificazione incerta. Visse tra l'Oligocene superiore e il Miocene inferiore (29 - 20 milioni di anni fa) e i suoi resti fossili sono stati ritrovati esclusivamente nei depositi di Riversleigh, nell'Australia nordorientale.

## Descrizione
Di questo animale sono noti principalmente resti della dentatura e delle mascelle, ed è noto solo un cranio completo. Si presume che Yalkaparidon fosse lungo circa 20 centimetri. Questi resti mostrano un interessante miscuglio di caratteri: i molari sono zalambdodonti (un tipo particolare di denti che si ritrova anche nelle attuali talpe marsupiali, e nei placentati "insettivori" come Solenodon, i tenrec e le talpe dorate). Gli incisivi, invece, erano molto grandi e ipselodonti (ovvero a radice aperta e quindi a crescita continua, come nei roditori). La regione della base cranica era molto primitiva, e ricorda quella dei bandicoot meno evoluti. A causa di questo miscuglio di caratteristiche, Yalkaparidon è anche noto con il nomignolo inglese di "Thingodon" (in italiano traducibile più o meno con "Cosodonte").

## Classificazione
Descritto per la prima volta nel 1988, Yalkaparidon è noto per due specie (Y. coheni e Y. jonesi), una delle quali nota per un cranio (Y. coheni). I denti zalambdodonti sembrerebbero collegare questo animale alle talpe marsupiali (Notoryctidae), ma uno studio dettagliato dei denti ha dimostrato che i due gruppi svilupparono questa dentatura indipendentemente. Gli incisivi sono simili a quelli dei diprotodonti, ma non vi è altra relazione tra questi animali, ed è probabile che Yalkaparidon avesse sviluppato questa dentatura indipendentemente, come altri marsupiali sudamericani (Caenolestoidea, Polydolopoidea). Le affinità della base cranica con i bandicoot sembrerebbero essere condivise da forme ancestrali (plesiomorfiche), e quindi non dicono nulla circa una reale parentela. 
Per queste ragioni, Yalkaparidon è considerato appartenere a una famiglia a parte, Yalkaparidontidae, e addirittura a un ordine a parte, Yalkaparidontia. Questa classificazione renderebbe gli yalkaparidonti l'unico ordine di marsupiali australiani completamente estinto. Altri studi (Szalay, 1994) ritengono che Yalkaparidon sia un diprotodonte eccezionalmente primitivo. Possibili parentele sono state proposte con l'ancor più enigmatico Yingabalanara.

## Stile di vita
L'esatta funzione della strana dentatura di Yalkaparidon rimane oscura, ed è stato suggerito che questo animale si nutrisse di vermi (come fanno attualmente i tenrec dalla dentatura simile) e uova, ma le ipotesi sono poco rilevanti. È probabile, in ogni caso, che la sua dieta fosse costituita primariamente da materiale coperto da una superficie dura (come indicato dai grandi incisivi) ma con un interno soffice (dal momento che i molari zalambdodonti non erano adatti a frantumare cibo.